# Volvo XC90
Volvo XC90 er en SUV fra den svenske bilfabrikant Volvo. Det var Volvos første bil af sin slags.
Bilen fremstilles flere forskellige steder. Til det europæiske og amerikanske marked finder produktionen sted ved Torslanda i Sverige. Til Asien fremstilles modellen derimod af Thai-Swedish Assembly Co. Ltd. på fabrikken ved Samut Prakan, Thailand. XC90 fremstilles også af det malaysiske Swedish Motor Assemblies Sdn. Bhd. ved Shah Alam samt på den indonesiske fabrik ved Jakarta ejet af Indobuana Autoraya, PT.

## Første generation (2002−2014)

### Historie
XC90 blev introduceret i oktober 2002. Ligesom modellerne S60, V70 og S80 er modellen baseret på P2x-platformen. Den 4,80 m lange og 1,78 m høje XC90 er en SUV i den øvre mellemklasse. Konkurrenter er bl.a. Mercedes-Benz M-klassen, BMW X5, Volkswagen Touareg og Porsche Cayenne.
Bilen findes med flere forskellige udstyrspakker som f.eks. Execuive (meget luksuriøs) eller R-Design (tidligere Edition Sport). Begge disse pakker er ekstraudstyr. Pakken R-Design indeholder bl.a. en sportsligere undervogn, udstødningsanlæg med fire enderør, lædersportssæder, sportsrat, sportslige indlæg af aluminium i speedometer, midterkonsol og døre samt 8,0 x 19" 5-egede alufælge i XC-design.
Fra slutningen af 2004 fandtes XC90 med en V8-benzinmotor udviklet i samarbejde med Yamaha. Det var den første ottecylindrede motor fra Volvo, og den ydede 232 kW/316 hk fra et slagvolume på 4,4 liter.

#### Facelift
I slutningen af maj 2006 præsenterede Volvo den faceliftede udgave af XC90. Efter næsten fire år uden ændringer blev fronten modificeret. Bagpartiet forblev, bortset fra små kosmetiske ændringer af primært baglygterne, uændret. Den bredere underkøringsbeskyttelse bortfaldt ligeledes, og sideblinklysene befandt sig nu i sidespejlshusene, i stedet for som hidtil på karrosseriet.
Derudover introduceredes udstyrsvarianterne Kinetic, Summum og Momentum. Kinetic er den billigste, Momentum den mellemste og Summum den dyreste variant. Momentum-udstyret blev i november 2009 udvidet og omdøbt til Edition.
- Volvo XC90 (2006−)
- Bagfra
- Volvo XC90 V8 (2006–2010)

I slutningen af 2010 blev V8-motoren taget af programmet, da den ikke kunne opfylde de fra starten af 2011 for nye biler obligatoriske Euro5-normer. Kort tid forinden fik 3,2-litersmotoren øget sin effekt fra 175 kW/238 hk til 179 kW/243 hk.

### Tekniske specifikationer
| Model   | Cylindre | Slagvolume cm³ | Max. effekt kW (hk) / omdr. | Max. drejningsmoment Nm / omdr. | 0-100 km/t sek. | Topfart km/t | Byggeår           |
| ------- | -------- | -------------- | --------------------------- | ------------------------------- | --------------- | ------------ | ----------------- |
| Benzin  |          |                |                             |                                 |                 |              |                   |
| 2.5T    | 5        | 2521           | 154 (210) / 5000            | 320 / 1500 − 4500               | 9,5             | 210          | 10/2002 − 5/2006  |
| T6      | 6        | 2922           | 200 (272) / 5100            | 380 / 1800 − 5000               | 9,3             | 210          | 10/2002 − 5/2006  |
| 3.2     | 6        | 3192           | 175 (238) / 6200            | 320 / 3200                      | 9,5             | 210          | 5/2006 − 3/2010   |
| 3.2     | 6        | 3192           | 179 (243) / 6400            | 320 / 3200                      | 9,5             | 210          | 4/2010 − 4/2012   |
| V8      | 8        | 4414           | 232 (316) / 5850            | 440 / 3900                      | 7,3             | 210          | 12/2004 − 12/2010 |
| Diesel  |          |                |                             |                                 |                 |              |                   |
| D3/D4   | 5        | 2401           | 120 (163) / 4000            | 340 / 1750 − 3000               | 11,8            | 190          | 4/2010 −          |
| 2.4D/D5 | 5        | 2401           | 120 (163) / 4000            | 340 / 1750 − 3000               | 12,2            | 190          | 10/2002 − 5/2006  |
| D5      | 5        | 2401           | 136 (185) / 4000            | 400 / 2000 − 2750               | 10,9            | 195          | 5/2006 − 10/2010  |
| D5      | 5        | 2401           | 147 (200) / 3900            | 420 / 1900 − 2800               | 10,3            | 205          | 10/2010 −         |

1. 1 2 3 4 5  Elektronisk begrænset
2. ↑  Frem til april 2012 solgt som D3

## Anden generation (2014−)
I slutningen af 2014 kommer en ny generation af Volvo XC90, som afløser den i 2002 introducerede forgænger, på markedet. Motorprogrammet kommer, i modsætning til for den udgående models vedkommende, udelukkende til at omfatte firecylindrede benzin- og dieselturbomotorer med effekt fra 120 til 306 hk, senere følger en hybridudgave. Modellen præsenteres på Paris Motor Show i oktober 2014.

## Priser
- 2009: Top Safety Pick 2010[6]